# Properzia de' Rossi
Properzia de' Rossi (Bologna, ca. 1490 – aldaar, 1530) was een Italiaanse beeldhouwster en houtsnijdster van miniaturen uit de Renaissance. Voor haar miniaturen maakte zij vaak gebruik van pitten van vruchten zoals perziken en abrikozen.

## Biografie
Properzia's vader was notaris en had de mogelijkheid zijn dochter te laten onderwijzen in het tekenen door de etser Marcantonio Raimondi uit Bologna. Daarnaast werd zij opgevoed in schilderkunst, muziek, dans, poëzie en klassieke literatuur.
In haar jeugd wist ze niet welke richting zij wilde opgaan, maar vond uiteindelijk haar bestemming in de beeldhouwkunst, toen zij kleine, maar zeer gedetailleerde kunstwerken maakte met steenvruchten als abrikoos, perzik of kers. Haar onderwerpen waren vaak religieus. Zo beeldde zij de kruisiging af in een perzikpit.
Rond 1520 deed zij mee aan een wedstrijd om het hoogaltaar van het heiligdom van de Madonna del Baraccano in Bologna te verfraaien. Omdat De' Rossi niet geboren werd in een gezin van kunstenaars, zoals haar meeste tijdgenoten, moest zij barrières overwinnen om een loopbaan als beeldhouwer te kunnen hebben, met name voor werken in marmer.
In 1525 en 1526 werkte zij mee aan de bouwwerkzaamheden voor de San Petroniobasiliek in Bologna. Uit archieven blijkt dat zij werd betaald voor verschillende werken, drie sibilles, twee engelen en een aantal panelen in reliëf, waaronder het paneel dat Jozef en de vrouw van Potifar afbeeldt (zie hieronder). Varari schrijft dat De' Rossi slechts een aalmoes kreeg voor haar werk.
Haar biografie is opgenomen in het boek De levens van de grootste schilders, beeldhouwers en architecten van Vasari. Hij was onder de indruk van haar persoonlijkheid en schreef de volgende lovende woorden over haar: "Properzia de' Rossi uit Bologna, een excellente vrouw, niet alleen in huishoudelijke zaken – net als andere vrouwen – maar ook in oneindig veel wetenschappelijke zaken, zodat niet alleen de vrouwen, maar ook alle mannen jaloers op haar waren."

## Het reliëfJozef en de vrouw van Potifar

### Theorieën over het ontstaan van het werk
Vasari waardeerde Jozef en de vrouw van Potifar, maar nam aan dat het reliëf De' Rossi's eigen persoonlijke verdriet door onbeantwoorde liefde weergaf, die zij voelde voor Antonio Galeazzo Malvasia. Vasari schrijft hierover: "Zij maakte een buitengewoon lieftallig schilderij, dat de bewondering van heel Bologna opwekte (in werkelijkheid ging het om een marmeren basreliëf). Het stelt de vrouw van Potifar voor (omdat de ongelukkige vrouw toen stapelverliefd was op een mooie jongeman, die zich evenwel niet om haar leek te bekommeren), die verliefd werd op Jozef en ten slotte wanhopig smekend zijn kleed van hem aftrok met een vrouwelijke en meer dan wonderbaarlijke gratie. Het werk werd door iedereen als zeer mooi beschouwd en zij was er zeer tevreden over, omdat het haar toescheen alsof zij met deze oudtestamentische figuur haar brandende liefde voor een deel kon laten afkoelen." Kennelijk kon De' Rossi haar wrok en frustratie over de onbeantwoorde liefde hanteren door zich te storten op het beeldhouwen. Dit zou geleid hebben tot wat beschouwd wordt als haar belangrijkste werk: Jozef en de vrouw van Potifar.
Uit processtukken in het archief in Bologna komt daarentegen een heel ander verhaal naar voren: in een beschuldiging wegens verstoring van bezit van een zekere Francesco da Milano figureert Properzia als 'concubine' van Antonio Galeazzo, die volgens sommige wetenschappers aan Properzia de gelegenheid zou hebben gegeven om mee te kunnen werken aan de bouw van de San Petroniobasiliek.
Desondanks bleef het verhaal van Vasari tot de verbeelding spreken. Dat blijkt wel uit de aandacht die tijdgenoten eraan besteedden. In zijn Libro dei Sogni (Dromenboek) interpreteert Giovanni Paolo Lomazzo het liefdesdrama van De' Rossi als een teken van een 'melancholisch karakter' en van een 'fel brandende vlam', die haar kwelt maar ook inspiratie geeft aan haar creativiteit. Uit dergelijke getuigenissen krijgt men de indruk dat de culturele wereld van die tijd het nodig vond dat zij moest boeten voor haar ongewone genialiteit. Alsof haar talent gecompenseerd moest worden met een onbeantwoorde liefde: "Deze arme verliefde vrouw slaagde in alles wonderwel, behalve in haar ongelukkige liefde."
Ook haar relatief vroege overlijden zou te wijten zijn geweest aan het feit dat ze gekweld werd door liefdesverdriet, waardoor haar gezondheid verslechterde.

### Beschrijving van het werk
Wat er ook waar moge zijn van bovenstaande theorieën, tegenwoordig kijkt men vooral naar de artistieke waarde van dit werk, dat is aangebracht aan de westelijke facade van de basiliek. Vanaf 1525 werkte zij naast Bernardino da Milano, Tribolo en Alfonso Lombardi in de San Petroniobasiliek van Bologna. Men gaat ervan uit dat haar inlevingsvermogen voor de vrouw van Potifar laat zien dat De' Rossi vanuit haar vrouw-zijn de Bijbel wilde interpreteren. Zij geeft dit verhaal op een nieuwe, tot dan toe onbekende manier vorm, als een soort synthese van de nieuwe stroming van het maniërisme en de nauwkeurige aandacht voor natuurlijke vormen in de renaissance-stijl van Rafael.
In een kleine maar goed geproportioneerde en symmetrische ruimte speelt de vrouw van Potifar de hoofdrol. Jozef staat links aan de rand en probeert weg te glippen van de vrouw van de Egyptische officier Potifar. Dit onderwerp werd vaak afgebeeld in de beginjaren van de contrareformatie, omdat het de gevaren liet zien van de vermeende immoraliteit van de vrouwelijke natuur.
Met een stevige greep, in de stijl van Michelangelo, strekt de vrouw zich uit naar het object van haar liefde en houdt ze zijn kleed vast. Haar besliste blik en gespierde armen verraden dat zij precies weet wat ze aan het doen is en dat zij autonoom over haar eigen leven wil beslissen. Haar stevige gestalte contrasteert met de tengere Jozef, maar zij verliest daardoor toch niet aan sensualiteit: haar openvallende kleed laat op een natuurlijke manier haar borst bloot, wat aan het geheel een impliciete erotische lading geeft. Wellust, driestheid en veroveringslust komen samen in deze vrouw.
De goed weergegeven spieren van de figuren in combinatie met de klassieke kleding laten zien dat De' Rossi veel kennis had van de antieke kunst.

## Juridische problemen
Het leven van De' Rossi's wordt beschreven als vol van tumult. Zo werd zij beschuldigd van vernieling van een privétuin in 1520. In 1525 volgde een beschuldiging van een aanval naar een andere kunstenaar, Amico Aspertini. Na haar werk aan de San Petronio is er weinig bekend over haar werk en leven. Er bestaat wel een document uit 1529, over een schuld aan een ziekenhuis waar slachtoffers van de pest werden verpleegd. Dit is mogelijk een verklaring voor haar lage artistieke productie, en ook voor het feit dat ze later in haar leven bankroet raakte.

## Ander werk

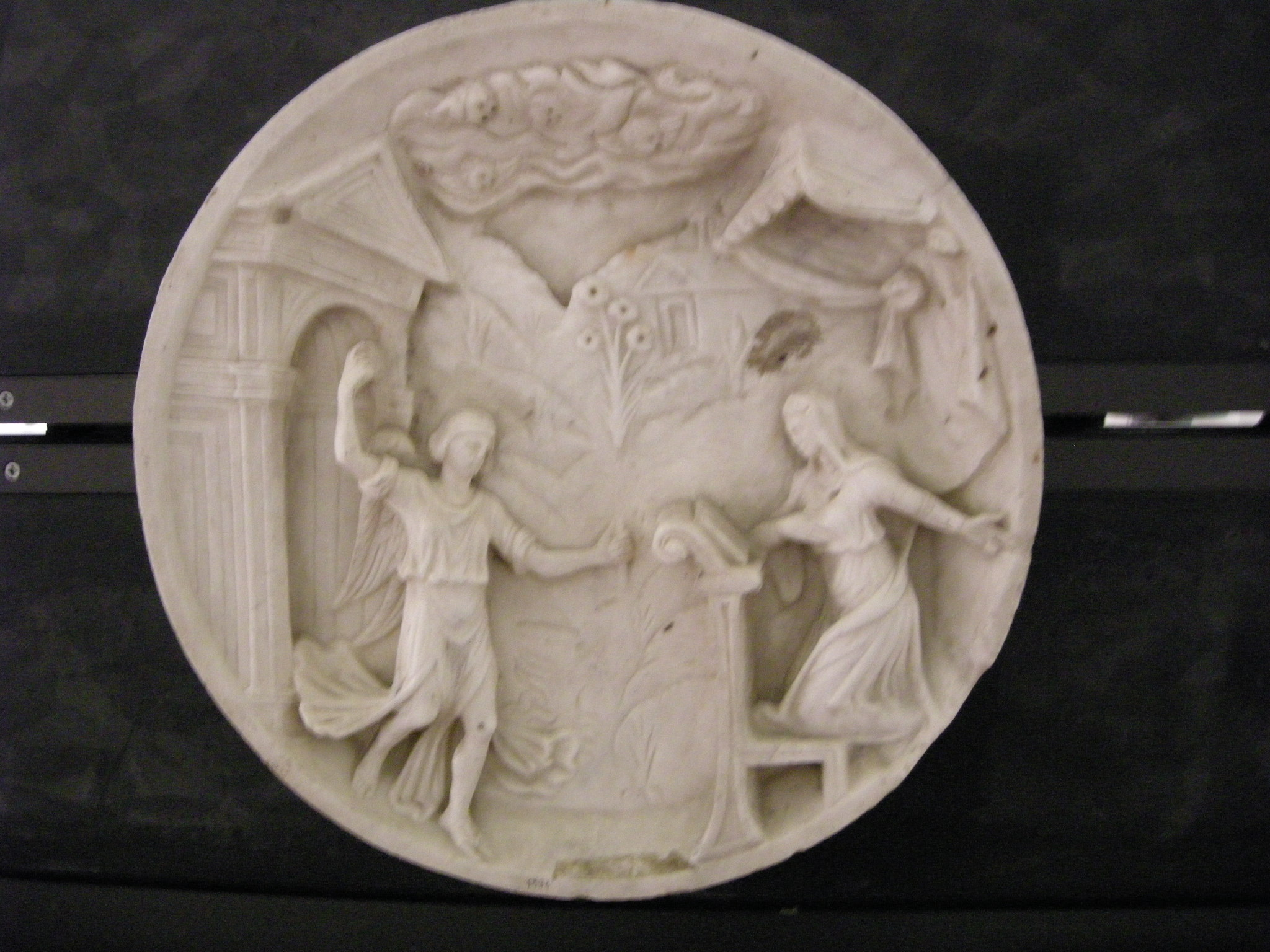
Annunciatie van Properzia de' Rossi, Museo civico medievale, Bologna, miniatuur

Hoewel Jozef en de vrouw van Potifar het enige nu bekende werk is dat met zekerheid toe te schrijven is aan De' Rossi, zijn veel wetenschappers het erover eens dat ook De vrouw van Potifar beschuldigt Jozef (misschien naar een tekening van Alfonso Lombardi) en het wapenschild van de familie Grassi door haar gemaakt zijn. Dat men dit laatste ook aan haar toeschrijft komt waarschijnlijk door een opmerking van Vasari. Wanneer hij Properzia bespreekt, maakt hij melding van "perzikpitten, die zij zo goed en met zoveel geduld bewerkte, dat die iets zeer bijzonders en wonderbaarlijks waren om naar te kijken." In een soort omlijsting van zilverfiligraan, gemaakt in de vorm van een tweekoppige adelaar – het insigne van deze voorname familie uit Bologna – zijn elf pitten gevat met zowel aan de voorkant als aan de achterkant portretten van apostelen en heiligen. Tijdens de restauratie bleek het niet mogelijk om uit te vinden wat voor vruchten De' Rossi had gebruikt (waarschijnlijk eerder abrikozen of pruimen dan perziken). In een daarvan is zaad gevonden en dat is een bewijs van de oorsprong van het hout.
De' Rossi werd geprezen om haar vaardigheid in het bewerken van pitten van vruchten, maar ze legde zich ook toe op het maken van borstbeelden. Ze slaagde er ook in om opdrachten binnen te halen voor beeldhouwwerk in kerken.
Werk van haar is te zien in
- Museo degli Argenti (Palazzo Pitti), Florence
- Museo Civico Medievale, Bologna
- Het hoogaltaar in de Santa Maria del Baraccano, Bologna
- Westelijke façade van de San Petroniobasiliek, Bologna (Jozef en de vrouw van Potifar)

De' Rossi stierf berooid en zonder goede vrienden of verwanten in de buurt op 24 februari 1530, precies op de dag dat paus Clemens VII keizer Karel V ging kronen. Naar verluidt wilde Clemens VII haar bezoeken, maar hoorde toen dat zij overleden was.
- Biblioteca Nacional de España: XX4838221
- Bibliothèque nationale de France: cb16233487p (data)
- Gemeinsame Normdatei: 121437205
- International Standard Name Identifier: 0000 0001 1739 7786
- Library of Congress Control Number: no95023631
- RKD-Nederlands Instituut voor Kunstgeschiedenis: 68390
- Système universitaire de documentation: 137809751
- Union List of Artist Names: 500082950
- Virtual International Authority File: 230665261
- WorldCat: E39PBJbWBgh38hCtHvVPPmCqQq